# Émile Lachapelle
Émile Henri Lachapelle (* 12. September 1905; † Februar 1988) war ein Schweizer Sportler, der im Rudern und im Segeln an Olympischen Spielen teilnahm.

## Werdegang
Als Angehöriger der Société Nautique de Genève trat Lachapelle 1922 bei der Europameisterschaft in Barcelona als Steuermann des Zweiers von Édouard Candeveau und Alfred Felber an, das Schweizer Boot gewann den Titel und konnte ihn ein Jahr später in Como erfolgreich verteidigen. Auch bei den Olympischen Spielen 1924 auf der Seine bei Argenteuil siegten die drei Schweizer. 
Im Vierer ohne Steuermann gewannen Émile Albrecht, Alfred Probst, Eugen Sigg und Hans Walter die Bronzemedaille. Diese vier Ruderer hatten sich zusammen mit dem Steuermann Fritz Loosli auch für den Final im Vierer mit Steuermann qualifiziert. Laut Volker Kluge steuerte Loosli das Boot aber nur im Vorlauf und im Hoffnungslauf, im Final steuerte Lachapelle das Boot und gewann seine zweite Goldmedaille.
Émile Lachapelle war ein sehr vielseitiger Sportler. 1923 war er mit Servette Genf Schweizer Juniorenmeister und 1930 ebenfalls mit Servette Genf Schweizer Eishockeymeister.
1941, 1942, 1947 und 1948 war Lachapelle erneut Schweizer Meister, diesmal im Segeln. Bei den Olympischen Spielen 1948 belegte er in der Sechs-Meter-Klasse den siebten Platz.